# Boulay-Moselle
Boulay-Moselle, en alemany Bolchen, en fràncic lorenès Bolchin, ciutat francesa del departament del Mosel·la, a la regió del Gran Est.